# Teknikens akademiker TEK
Teknikens akademiker TEK (finska: Tekniikan akateemiset), tidigare Teknikens Akademikerförbund, är ett finskt fackförbund för diplomingenjörer, arkitekter och teknologer. Förbundet har cirka 76 000 medlemmar och tillhör centralorganisationen Akava. Svenskspråkiga diplomingenjörer, arkitekter och teknologer som är medlemmar i Tekniska Föreningen i Finland kan få arbetsmarknadsservice av TEK mot en särskild avgift.
Förbundets huvudkontor ligger i Helsingfors. Regionalkontor finns i Åbo, Tammerfors, Uleåborg och Villmanstrand.